# Borovskobrug
Borovskobrug (Tsjechisch: Borovský most) is een brug bij Borovsko in de regio Midden-Bohemen ten behoeve van de onvoltooide autoweg Praag-Slowakije. Het bouwwerk ligt ongeveer zestig kilometer van Praag. De brug wordt in de volksmond het "Tsjechische Avignon" of "Hitlers brug" genoemd.

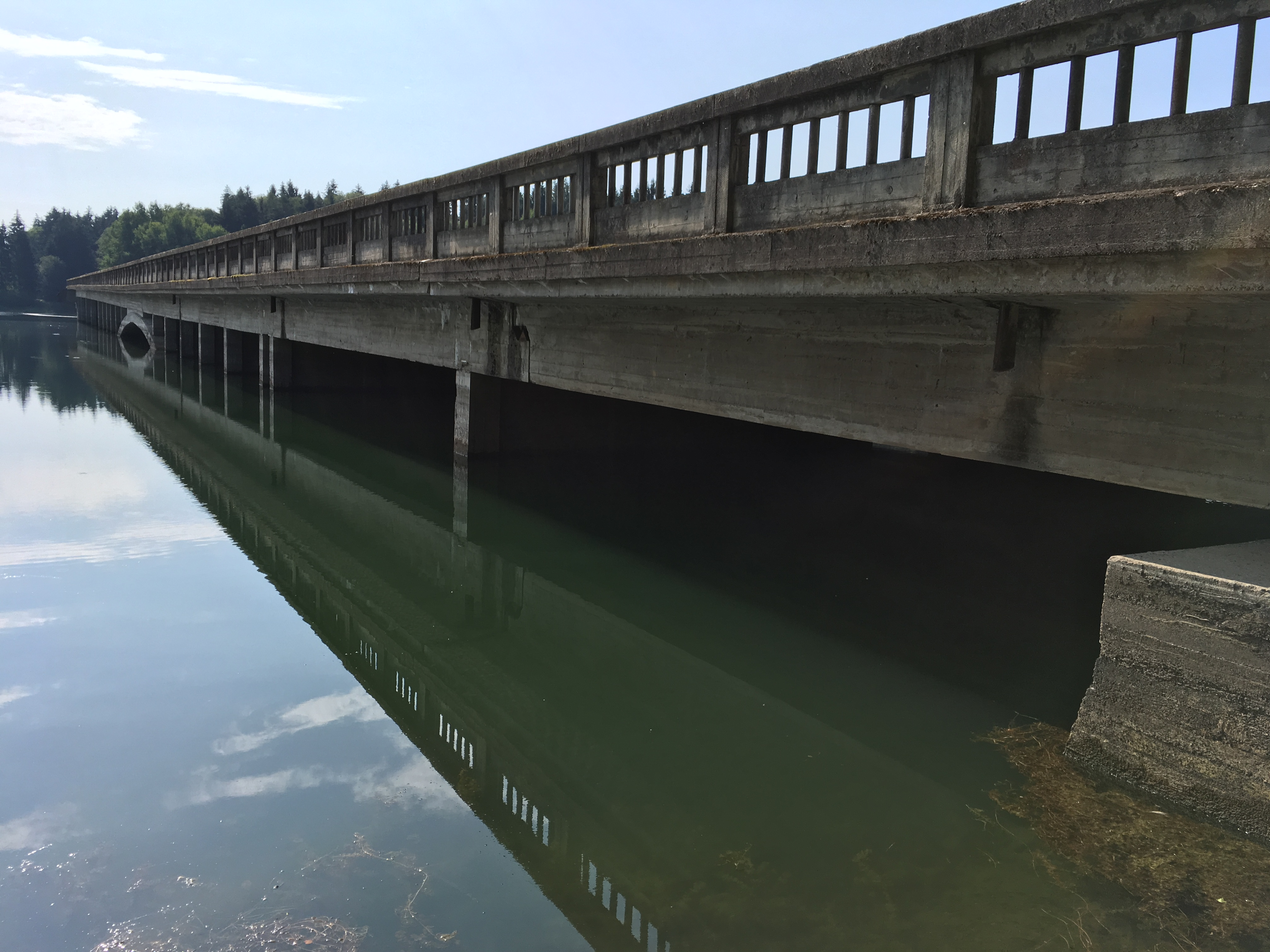
De brug in 2017, grotendeels onder water

De bouw van de brug over het Sedlický-dal (de hoogte boven het dal bedroeg maximaal 100 m) begon in 1939. De brug werd gebouwd door het bedrijf Ing. Jakub Domanský, de bouw werd geleid door Ferdinand Čulík. Maar in de Tweede wereldoorlog werd de bouw stopgezet. Na de oorlog werd het werk hervat. In 1949 werd de boog van de linkerbrug van beton voorzien en in 1950 was de brug min of meer voltooid. De aanleg van de snelweg werd echter in de jaren vijftig opgeschort, de wal aan het zuidelijke uiteinde werd nooit voltooid en de brug werd verlaten. Het werd daarmee een nutteloos bouwwerk. De bouwplaats van de snelweg raakte overwoekerd met vegetatie. Het ontstaan van het Švihov stuwmeer, zette de onderste brugdelen onder water. De constructie bevindt zich in een beschermd watergebied en toegang tot dit gebied is verboden.